# Seznam chemiků
Toto je seznam chemiků. Obsahuje ty chemiky, kteří jsou encyklopedicky významní, tzn. existuje o nich článek v české nebo některé cizojazyčné Wikipedii, svou činností nebo objevy významně přispěli k rozvoji a praktickému využívání chemie a k obohacení a šíření znalostí o ní, a chemie pro ně nebyla pouze studijním oborem nebo běžnou rutinou. Nositelé Nobelovy ceny za chemii jsou uvedeni tučně.

## A
- Emil Abderhalden (1877–1950), švýcarský chemik
- Richard Abegg (1869–1910), německý chemik
- Peter Agre (* 1949), americký chemik (NC 2003)
- Georgius Agricola (1494–1555), saský lékař a mineralog
- Arthur Aikin (1773–1855), britský chemik a mineralog
- Albert Veliký (1193/1206–1280), německý filosof a přírodovědec
- Kurt Alder (1902–1958), německý chemik (NC 1950)
- Sidney Altman (1939–2022), kanadský chemik (NC 1989)
- Karel Andrlík st. (1861–1931), český chemik, profesor cukrovarnictví
- Christian B. Anfinsen (1916–1995), americký biochemik (NC 1972)
- Johann Arfvedson (1792–1841), švédský chemik
- Frances Arnoldová (* 1956), americká chemička (NC 2018)
- Svante Arrhenius (1859–1927), švédský fyzik a chemik (NC 1903)
- Francis William Aston (1877–1945), britský chemik a fyzik (NC 1922)
- Carl Auer von Welsbach (1858–1929), rakouský chemik a inženýr
- Amedeo Avogadro (1776–1856), italský fyzik a chemik

## B
- Jiří Baborovský (1875–1946), český chemik
- Leo Hendrik Baekeland (1863–1944), belgický chemik, vynálezce bakelitu
- Adolf von Baeyer (1835–1917), německý chemik, jeden ze zakladatelů německého chemického průmyslu, žák Friedricha Kekulého, učitel na univerzitách, za své zásluhy roku 1885 povýšen do šlechtického stavu (NC 1905)
- Karel Napoleon Balling (1805–1868), český chemik
- Zdeněk Bardoděj (1924–2008), český chemik, toxikolog
- Rudolf Bárta (1897–1985), český chemik
- Derek Barton (1918–1998), britský chemik (NC 1969)
- Friedrich Konrad Beilstein (1838–1906), ruský chemik
- Nikolaj Nikolajevič Beketov (1827–1911), ruský fyzikální chemik
- Antonín Bělohoubek (1845–1910), český chemik
- Boris Bělousov (1893–1970), ruský chemik
- Paul Berg (* 1926), americký biochemik (NC 1980)
- Friedrich Bergius (1884–1949), německý chemik (NC 1931)
- Marcellin Berthelot (1827–1907), francouzský chemik a politik
- Claude Louis Berthollet (1748–1822), francouzský chemik
- Jöns Jacob Berzelius (1779–1848), švédský chemik
- Eric Betzig (* 1960), americký fyzik (NC 2014)
- Joseph Black (1728–1799), britský chemik
- Paul-Émile Lecoq de Boisbaudran (1838–1912), francouzský chemik
- Alexandr Porfirjevič Borodin (1833–1887), ruský chemik a skladatel
- Carl Bosch (1874–1940), německý chemik (NC 1931)
- Paul D. Boyer (1918–2018), americký biochemik (NC 1997)
- Robert Boyle (1627–1691), britský chemik
- Jiří Brandštetr (1927–2017), český analytický chemik, profesor a vedoucí ústavu chemie materiálů na chemické fakultě VUT v Brně
- Bohuslav Brauner (1855–1935), český analytický chemik a učitel, spolutvůrce periodické tabulky
- Rudolf Brdička (1906–1970), český chemik
- Stanislav Brebera (1925–2012), český chemik
- Herbert C. Brown (1912–2004), americký organický chemik (NC 1979)
- Johannes Nicolaus Brønsted (1879–1947), dánský chemik
- Eduard Buchner (1860–1917), německý chemik (NC 1907)
- Ernst Büchner (1850–1924), německý chemik
- Robert Wilhelm Bunsen (1811–1899), německý chemik
- Adolf Butenandt (1903–1995), německý biochemik (NC 1939)
- Alexandr Michajlovič Butlerov (1828–1886), ruský chemik

## C
- Melvin Calvin (1911–1997), americký chemik (NC 1961)
- T. Collin Campbell (* 1934), americký biochemik
- Stanislao Cannizzaro (1826–1910), italský chemik
- Heinrich Caro (1834–1910), německý chemik
- Wallace Carothers (1896–1937), americký chemik
- Henry Cavendish (1731–1810), britský chemik a fyzik
- Thomas R. Cech (* 1947), americký biochemik (NC 1989)
- Ernst Boris Chain (1906–1979), britský biochemik (NC 1945)
- Yves Chauvin (1930–2015), francouzský chemik (NC 2005)
- Giacomo Ciamician (1857–1922), italský fotochemik
- Aaron Ciechanover (* 1947), izraelský biochemik (NC 2004)
- Benoît Paul Émile Clapeyron (1799–1864), francouzský termodynamik
- Elias James Corey (* 1928), americký chemik (NC 1990)
- Robert Corey (1897–1971), americký biochemik
- John Cornforth (1917–2013), australský organický chemik (NC 1975)
- Donald J. Cram (1919–2001), americký chemik (NC 1987)
- Adair Crawford (1748–1795), anglický objevitel stroncia
- William Crookes (1832–1919), britský chemik
- Paul J. Crutzen (1933–2021), nizozemský chemik (NV 1995)
- Marie Curie-Skłodowská (1867–1934), polská a francouzská přírodovědkyně (NC 1903)
- Pierre Curie (1859–1906), francouzský fyzik a chemik (NC 1903)
- Robert Curl (* 1933), americký chemik (NC 1996)
- Michail Cvět (1872–1919), ruský biochemik
- Jan Czochralski (1885–1953), polský chemik

## Č
- Čestmír Černý (1927–2009), český fyzikální chemik, profesor a rektor VŠCHT Praha
- František Čůta (1898–1986), český chemik

## D
- John Dalton (1766–1844), britský fyzik a chemik
- Henrik Dam (1895–1976), dánský biochemik (NC 1943)
- Joseph Davidovits (* 1935), francouzský chemik
- Humphry Davy (1778–1829), anglický chemik a fyzik
- Peter Debye (1884–1966), nizozemský fyzikální chemik (NC 1936)
- Johann Deisenhofer (* 1943), německo-americký chemik (NC 1988)
- James Dewar (1842–1923), britský chemik a fyzik
- Otto Diels (1876–1954), německý chemik (NC 1950)
- Edward Adelbert Doisy (1893–1986), americký biochemik (NC 1943)
- Davorin Dolar (1921–2005), slovinský chemik
- Václav Dolejšek (1895–1945), český chemik
- Théophile De Donder (1873–1957), francouzský chemik
- Jennifer Doudnaová (* 1964), americká biochemička (NC 2020)
- Jacques Dubochet (* 1942), švýcarský biofyzik (NC 2017)
- Pierre Duhem (1861–1916), francouzský fyzikální chemik
- Vratislav Ducháček (1941–2018), český chemik
- Josef Dyr (1904–1980), český chemik

## E
- Paul Ehrlich (1854–1915), německý chemik (NC 1908)
- Manfred Eigen (1927–2019), německý chemik (NC 1967)
- Emil Erlenmeyer (1825–1909), německý chemik
- Richard R. Ernst (1933–2021), švýcarský chemik (NC 1991)
- Gerhard Ertl (* 1936), německý fyzik (NC 2007)
- Viktor Ettel (1893–1964), český organický chemik, farmakolog a pedagog, akademik ČSAV
- Hans von Euler-Chelpin (1873–1964), švédský chemik (NC 1929)

## F
- Michael Faraday (1791–1867), britský chemik a fyzik
- John Bennett Fenn (1917–2010), americký chemik (NC 2002)
- Ben Feringa (* 1951), nizozemský chemik (NC 2016)
- Ernst Gottfried Fischer (1754–1831), německý chemik
- Ernst Otto Fischer (1918–2007), německý chemik (NC 1973)
- Hans Fischer (1881–1945), německý chemik (NC 1930)
- Hermann Emil Fischer (1852–1919), německý chemik (NC 1902)
- Nicolas Flamel (asi 1330–1410), francouzský alchymista
- Paul John Flory (1909–1985), americký chemik (NC 1974)
- Jiří Fragner (1900–1977), český farmaceutický chemik
- Joachim Frank (* 1940), německý biofyzik (NC 2017)
- Rosalind Franklinová (1920–1958), britská chemička a krystalografka
- Carl Remigius Fresenius (1818–1897), německý chemik
- Alexander Naumovič Frumkin (1895–1976), ruský elektrochemik
- Ivan Franta (1904–1975), český chemik, nestor československého gumárenství
- Ken’iči Fukui (1918–1998), japonský chemik (NC 1981)

## G
- Johan Gadolin (1760–1852), finský chemik
- Joseph Louis Gay-Lussac (1778–1850), francouzský chemik a fyzik
- William Giauque (1895–1982), americký chemik (NC 1949)
- Josiah Willard Gibbs (1839–1903), americký fyzik, chemik a matematik
- Walter Gilbert (* 1932), americký fyzik a biochemik (NC 1980)
- Victor Goldschmidt (1888–1947), norský geochemik
- Ljubo Golič (1932–2007), slovinský chemik
- John B. Goodenough (* 1922), americký fyzik (NC 2019)
- Francois Auguste Victor Grignard (1871–1935), francouzský chemik (NC 1912)
- Thomas Graham (1805–1869), britský chemik
- William Hardin Graham (1932–2004), americký chemik
- Vratislav Grégr (1914–1991), český chemik
- Robert Grubbs (* 1942), americký chemik (NC 2005)
- Albert Ghiorso (1915–2010), americký jaderný vědec a spoluobjevitel 12 chemických prvků

## H
- Fritz Haber (1868–1934), německý fyzikální chemik (NC 1918)
- Dušan Hadži (1921–2019), slovinský chemik
- Otto Hahn (1879–1968), německý chemik (NC 1944)
- John Haldane (1860–1936), britský biochemik
- Louis Plack Hammett (1894–1987), americký fyzikální chemik
- Oldřich Hanč (1915–1989), český chemik
- Josef Hanuš (1872–1955), český chemik
- Arthur Harden (1865–1940), britský biochemik (NC 1929)
- Odd Hassel (1897–1981), norský chemik (NC 1969)
- Charles Hatchett (1765–1847), britský chemik
- Herbert A. Hauptman (1917–2011), americký matematik (NC 1985)
- Robert Havemann (1910–1982), německý chemik
- Walter Haworth (1883–1950), britský chemik (NC 1937)
- Richard F. Heck (1931–2015), americký chemik (NC 2010)
- Alan J. Heeger (* 1936), americký chemik a fyzik (NC 2000)
- Stefan Hell (* 1962), německý fyzik (NC 2014)
- Jean-Baptiste van Helmont (1577–1644), vlámský chemik
- Richard Henderson (* 1945), skotský molekulární biolog a biofyzik (NC 2017)
- William Henry (1775–1836), anglický chemik
- Vlastimil Herout (1921–1999), český chemik, profesor organické chemie a ředitel ÚOCHB
- Dudley Robert Herschbach (* 1932), americký chemik (NC 1986)
- Avram Herško (* 1937), izraelský biochemik (NC 2004)
- Gerhard Herzberg (1904–1999), německo-kanadský chemik (NC 1971)
- George de Hevesy (1885–1966), maďarský chemik (NC 1943)
- Jaroslav Heyrovský (1890–1967), český chemik (NC 1959)
- Cyril Norman Hinshelwood (1897–1967), anglický fyzikální chemik (NC 1956)
- Jan Hlaváč (1926–2018), český silikátový chemik
- Jacobus Henricus van 't Hoff (1852–1911), nizozemský fyzikální chemik (NC 1901)
- Dorothy Crowfoot Hodgkinová (1910–1994), britská chemička (NC 1964)
- Friedrich Hoffmann (1660–1742), německý lékař a chemik
- Roald Hoffmann (* 1937), americký chemik (NC 1981)
- Pavel Holba (1940–2016), český chemik, informatik a politik
- Antonín Holý (1936–2012), český chemik, objevitel řady antivirotik
- Ivan Horbaczewski (1854–1942), ukrajinský a český lékař, chemik a politik
- Robert Huber (* 1937), německý chemik (NC 1988)

## Ch
- Martin Chalfie (* 1947), americký biolog (NC 2008)
- Julij Borisovič Chariton (1904–1996), ruský fyzikální chemik, spolukonstruktér sovětské atomové bomby
- Emmanuelle Charpentierová (* 1968), francouzská mikrobioložka a biochemička (NC 2020)
- Yves Chauvin (1930–2015), francouzský chemik (NC 2005)

## I
- Christopher Kelk Ingold (1893–1970), britský chemik

## J
- Petr Jakeš (1940–2005), český geochemik
- Frédéric Joliot-Curie (1900–1958), francouzský chemik a jaderný fyzik (NC 1935)
- Irène Joliot-Curie (1897–1956), francouzská chemička a radiobioložka (NC 1935)
- Ada Jonathová (* 1939), izraelská chemička (NC 2009)
- Akira Jošino (* 1948), japonský chemik (NC 2019)
- Sabir Junusov (1909–1995), uzbecký chemik

## K
- Ivan Kablukov (1857–1942), ruský fyzikální chemik
- Aharon Kacir (1914–1972), izraelský chemik
- Pavel Kalač (* 1943), český odborník v oblasti potravinářské a zemědělské chemie, pedagog
- Jerome Karle (1918–2013), americký chemik (NC 1985)
- Martin Karplus (* 1930), americký teoretický chemik (NC 2013)
- Paul Karrer (1889–1971), švýcarský chemik (NC 1937)
- Jan Kašpar (1908–1984), český chemik a mineralog, první rektor pražské VŠCHT
- Johan Kjeldahl (1849–1900), dánský chemik
- Friedrich August Kekulé (1829–1896), německý chemik, profesor na Gentské univerzitě, objevitel struktury benzenu
- John Kendrew (1917–1997), anglický biochemik a krystalograf (NC 1962)
- Martin Heinrich Klaproth (1743–1817), německý chemik
- Karl Klaus (1796–1864), ruský chemik
- Aaron Klug (1926–2018) , britský biofyzik (NC 1982)
- Emil Knoevenagel (1865–1921), německý chemik
- William Standish Knowles (1917–2012), americký chemik (NC 2001)
- Brian Kobilka (* 1955), americký fyziolog (NC 2012)
- Walter Kohn (1923–2016), americký teoretický chemik a fyzik (NC 1998)
- Hermann Kolbe (1818–1884), německý chemik
- Dmitrij Konovalov (1856–1929), ruský chemik
- Roger D. Kornberg (* 1947), americký biochemik (NC 2006)
- Aleksandra Kornhauser Frazer (1926–2020), slovinská chemička
- Jiří Koryta (1922–1994), český fyzikální chemik, prezident Mezinárodní elektrochemické společnosti
- Jaroslav Koutecký (1922–2005), český fyzikální chemik
- Harold Kroto (1939–2016), britský chemik (NC 1996)
- Richard Kuhn (1900–1967), rakouský chemik (NC 1938)
- Vojtěch Kundrát (* 1991), český chemik, vynálezce a biotechnolog
- Boris Kurčatov (1905–1972), ruský chemik
- Nikolaj Kurnakov (1860–1941), ruský fyzikální chemik

## L
- Stanislav Landa (1898–1981), český chemik, odborník na palivářský průmysl a objevitel adamantanu
- Irving Langmuir (1881–1957), americký chemik a fyzik (NC 1932)
- Antoine Laurent Lavoisier (1743–1794), francouzský chemik
- Yuan Tseh Lee (* 1936), čínský (tchajwanský) chemik (NC 1986)
- Robert Lefkowitz (* 1943), americký lékař a biochemik (NC 2012)
- Jean-Marie Lehn (* 1939), francouzský chemik (NC 1987)
- Luis Federico Leloir (1906–1987), argentinský lékař a biochemik (NC 1970)
- Janez Levec (1943–2020), slovinský chemik
- Primo Levi (1919–1987), italský chemik a spisovatel
- Michael Levitt (* 1947), americko–britsko–izraelský biofyzik (NC 2013)
- Henri Louis Le Chatelier (1850–1936), francouzský chemik, definoval tzv. Le Chatelierův princip
- Willard Libby (1908–1980), americký chemik (NC 1960)
- Justus von Liebig (1803–1873), německý chemik
- Thomas Lindahl (* 1938), švédský chemik (NC 2015)
- William Lipscomb (1919–2011), americký chemik (NC 1976)
- James Lovelock (* 1919), anglický biolog a chemik, autor a popularizátor teorie Gaia
- Gilbert Newton Lewis (1875–1946), americký chemik
- Martin Lowry (1874–1936), britský chemik
- Rudolf Lukeš (chemik) (1897–1960), český chemik, zakladatel české syntetické organické chemie

## M
- Alan MacDiarmid (1927–2007), novozélandský chemik (NC 2000)
- Roderick MacKinnon (* 1956), americký biochemik a biofyzik (NC 2003)
- Karel Macek (1928–2011), český chemik (chromatografie)
- Vladimír Maděra (1905–1997), český chemik a rektor VŠCHT
- Rudolph A. Marcus (* 1923), americký chemik (NC 1992)
- Vladimir Vasiljevič Markovnikov (1838–1904), ruský chemik
- Archer John Porter Martin (1910–2002), britský chemik (NC 1952)
- Zdeněk Matějka (1930–2006), český chemik
- John Mayow (1643–1679), anglický fyzik a chemik
- Edwin McMillan (1907–1991), americký fyzik (NC 1951)
- Lise Meitner (1878–1968), německá fyzička, spoluobjevitelka chemického prvku protaktinium
- Dmitrij Ivanovič Mendělejev (1834–1907), ruský chemik
- Robert Bruce Merrifield (1921–2006), americký biochemik (NC 1984)
- Viktor Meyer (1848–1897), německý chemik
- Kurt Heinrich Meyer (1883–1952), německý chemik
- Hartmut Michel (* 1948), německý biochemik (NC 1988)
- Peter D. Mitchell (1920–1992), britský biochemik (NC 1978)
- Alexander Mitscherlich (1836–1918), německý chemik
- Eilhard Mitscherlich (1794–1863), německý chemik
- Paul Modrich (* 1946), americký chemik (NC 2015)
- William E. Moerner (* 1953), americký fyzikální chemik (NC 2014)
- Henri Moissan (1852–1907), francouzský chemik (NC 1906)
- Mario J. Molina (1943–2020), mexický chemik (NC 1995)
- Jacques Monod (1910–1976), francouzský biochemik (NC 1965)
- Stanford Moore (1913–1982), americký biochemik (NC 1972)
- Jiří Mostecký (1923-2010), český chemik a rektor VŠCHT
- Paul Hermann Müller (1899–1965), švýcarský chemik
- Robert Mulliken (1896–1986), americký fyzik a chemik (NC 1966)
- Kary Mullis (1944–2019), americký chemik (NC 1993)

## N
- Robert Nalbandyan (1937–2002), arménský chemik
- Giulio Natta (1903–1979), italský chemik (NC 1963)
- Eiči Negiši (1935–2021), japonský chemik (NC 2010)
- Walther Hermann Nernst (1864–1941), německý chemik (NC 1920)
- John Alexander Reina Newlands (1838–1898), anglický analytický chemik
- Isaac Newton (1642–1727), britský vědec a alchymista
- Alfred Nobel (1833–1896), švédský chemik
- Rjódži Nojori (* 1938), japonský chemik (NC 2001)
- Ronald George Wreyford Norrish (1897–1978), anglický fyzikální chemik (NC 1967)
- John Howard Northrop (1891–1987), americký biochemik (NC 1946)

## O
- George A. Olah (1927–2017), maďarsko-americký chemik (NC 1994)
- Lars Onsager (1903–1976), norsko-americký fyzikální chemik (NC 1968)
- Alexandr Ivanovič Oparin (1894–1980), ruský biolog a biochemik
- Hans Christian Ørsted (1777–1851), dánský fyzik a chemik
- Wilhelm Ostwald (1853–1932), německý chemik (NC 1909)

## P
- Václav Pačes (* 1942), český biochemik, v letech 2005–2009 předseda Akademie věd České republiky
- Friedrich Adolf Paneth (1887–1958), rakouský (německý, anglický) chemik
- Paracelsus (1493–1541), švýcarský iatrochemik
- Vladimír Páral (* 1932), český chemik a spisovatel
- Rudolph Pariser (* 1923), čínsko-americký chemik
- Robert Parr (1921–2017), americký chemik
- Louis Pasteur (1822–1895), francouzský biochemik
- Linus Pauling (1901–1994), americký chemik a biochemik (NC 1954)
- Charles J. Pedersen (1904–1989), americký chemik  (NC 1987)
- Max Perutz (1914–2002), britský molekulární biolog (NC 1962)
- Jaromír Plešek (1927–2010), český chemik
- John Charles Polanyi (* 1929), kanadský chemik (NC 1986)
- Michael Polanyi (1891–1976), maďarsko-britský filozof a chemik
- John Pople (1925–2004), britský chemik (NC 1998)
- George Porter (1920–2002), anglický fyzikální chemik (NC 1967)
- Roy J. Plunkett (1910–1994), americký chemik
- Fritz Pregl (1869–1930), rakouský chemik (NC 1923)
- Karel Preis (1846–1916), český chemik
- Vladimir Prelog (1906–1998), chorvatský chemik (NC 1975)
- Jan Svatopluk Presl (1791–1849), český přírodovědec
- Joseph Priestley (1733–1804), britský chemik
- Ilja Prigogine (1917–2003), rusko-belgický fyzik a chemik (NC 1977)
- Miroslav Protiva (1921–1998), český farmaceutický chemik
- Stanley B. Prusiner (* 1942), americký lékař a biochemik (NC 1997)

## R
- Venkatraman Ramakrishnan (* 1952), americký a britský biolog indického původu (NC 2009)
- William Ramsay (1852–1916), britský chemik (NC 1904)
- René-Antoine Ferchault de Réaumur (1683–1757), francouzský vědec
- Tadeus Reichstein (1897–1996), polský chemik (NC 1950)
- Arnošt Reiser (1920–2015), český fyzikální chemik
- Rhazes (ar-Rází, 865–925), perský polyhistor, přisuzuje se mu objevení řady nových sloučenin
- Theodore William Richards (1868–1928), americký chemik (NC 1914)
- Jeremias Benjamin Richter (1762–1807), německý chemik
- Andrés Manuel del Río (1764–1849), španělsko-mexický chemik
- Robert Robinson (1886–1975), anglický organický chemik (NC 1947)
- Hendrik Willem Bakhuis Roozeboom (1854–1907), nizozemský chemik
- Irwin Rose (1926–2015), americký biolog (NC 2004)
- Guillaume Rouelle (1703–1770), francouzský chemik
- Hilaire Rouelle (1718–1779), francouzský chemik
- Sherwood Rowland (1927–2012), americký chemik (NC 1995)
- Ernest Rutherford (1871–1937) britský fyzik a chemik (NC 1908)
- Leopold Ružička (1887–1976), chorvatský chemik (NC 1939)
- Franciszek Rychnowski (1850–1929), polský inženýr

## S
- Paul Sabatier (1854–1941), francouzský chemik (NC 1912)
- Maks Samec (1844–1889), slovinský chemik
- Aziz Sancar (* 1946), turecko-americký biochemik (NC 2015)
- Frederick Sanger (1918–2013), britský biochemik (NC 1958 a 1980)
- Jean-Pierre Sauvage (* 1944), francouzský chemik (NC 2016)
- Carl Wilhelm Scheele (1742–1786), švédský chemik
- Glenn Seaborg (1912–1999), (NC 1951)
- Nils Gabriel Sefström (1787–1845), švédský chemik
- Nikolaj Nikolajevič Semjonov (1896–1986), ruský fyzik a chemik (NC 1956)
- Jiří Sever (1904–1968), český fotograf a chemik
- Israel Shahak (1933–2001), izraelský chemik
- Karl Barry Sharpless (* 1941), americký chemik (NC 2001)
- Hugo Schiff (1834–1915), německý chemik
- Karl Schinzel (1886–1951), český chemik
- Richard Schrock (* 1945), americký chemik (NC 2005)
- Oktay Sinanoğlu (1935–2015), turecký chemik
- Jens Christian Skou (1918–2018), dánský chemik (NC 1997)
- Zdenko Hans Skraup (1950–1910), český a rakouský chemik
- Richard Smalley (1943–2005), americký chemik (NC 1996)
- George Smith (* 1941), americký biochemik (NC 2018)
- Michael Smith (1932–2000), kanadský chemik  (NC 1993)
- Miroslav Smotlacha (1920–2007), český potravinářský chemik a mykolog
- Ascanio Sobrero (1812–1888), italský chemik
- Frederick Soddy (1877–1956), britský chemik (NC 1921)
- Ernest Solvay (1838–1922), belgický chemik
- Søren Peder Lauritz Sørensen (1868–1939), dánský chemik
- William Howard Stein (1911–1980), americký biochemik (NC 1972)
- Jan (Ivan Bohdan) Staněk (1828–1868), český chemik, autor učebnic a první český řádný profesor chemie (od r. 1864)
- Jaroslav Staněk (1914–1997), český silikátový chemik
- Wendell Meredith Stanley (1904–1971), americký biochemik (NC 1946)
- Branko Stanovnik (* 1938), slovinský chemik
- Hermann Staudinger (1881–1965), německý chemik (NC 1953)
- Thomas A. Steitz (1940–2018), americký biochemik (NC 2009)
- Alfred Stock (1876–1946), německý chemik
- Fraser Stoddart (1942–2024), skotský chemik (NC 2016)
- Julius Stoklasa (1857–1936), český chemik
- Gilbert Stork (1921–2017), americký chemik
- James Batcheller Sumner (1887–1955), americký chemik (NC 1946)
- Akira Suzuki (* 1930), japonský chemik (NC 2010)
- Theodor Svedberg (1884–1971), švédský chemik (NC 1926)
- Richard Laurence Millington Synge (1914–1994), britský biochemik (NC 1952)
- Jan Szczepanik (1872–1926), polský chemik

## Š
- Vojtěch Šafařík (1829–1902), český chemik a astronom
- Vladimír Šatava (1922–2014), český silikátový chemik
- Daniel Šechtman (* 1941), izraelský fyzik (NC 2011)
- Osamu Šimomura (1928–2018), japonský chemik (NC 2008)
- Hideki Širakawa (* 1936), japonský chemik (NC 2000)
- František Štolba (1839–1910), český chemik

## T
- Kóiči Tanaka (* 1959), japonský chemik (NC 2002)
- Henry Taube (1915–2005), kanadsko-americký chemik (NC 1983)
- Ferdinand Tiemann (1848–1899), německý chemik
- Arne Tiselius (1902–1971), švédský biochemik (NC 1948)
- Miha Tišler (1926–2021), slovinský chemik
- Alexander Robertus Todd (1907–1997), skotský biochemik (NC 1957)
- Oldřich Tomíček (1891–1953), český analytický chemik
- Roger Tsien (1952–2016), americký biochemik (NC 2008)

## U
- Harold Urey (1893–1981), americký fyzikální chemik (NC 1934)

## V
- Jacobus Henricus van 't Hoff (1852–1911), nizozemský chemik
- Lauri Vaska (1925–2015), estonsko-americký chemik
- Vítězslav Veselý (1877–1964), český chemik
- Vladimir Ivanovič Vernadskij (1863–1945), ruský geochemik a mineralog
- Vincent du Vigneaud (1901–1978), americký biochemik (NC 1955)
- Artturi Ilmari Virtanen (1895–1973), finský chemik (NC 1945)
- Viktorin Vojtěch (1879–1948), český fotochemik
- Alessandro Volta (1745–1827), italský elektrochemik
- Emil Votoček (1872–1950), český chemik

## W
- Peter Waage (1833–1900), norský chemik
- Otto Wallach (1847–1931), německý chemik (NC 1910)
- Johannes Diderik van der Waals (1837–1923), nizozemský chemik (NC 1910)
- František Wald (1861–1930), český chemik a rektor ČVUT
- John Ernest Walker  (* 1941), anglický biochemik (NC 1997)
- Arieh Warshel (* 1940), izraelsko-americký biochemik a biofyzik (NC 2013)
- Alfred Werner (1866–1919), německý chemik (NC 1913)
- Michael Stanley Whittingham (* 1941), anglicko-americký chemik (NC 2019)
- Heinrich Otto Wieland (1877–1957), německý chemik (NC 1927)
- Otto Wichterle (1913–1998), český chemik, vynálezce gelových kontaktních čoček
- Harvey W. Wiley (1844–1930), americký chemik
- Geoffrey Wilkinson (1921–1996), britský chemik (NC 1973)
- Richard Willstätter (1872–1942), německý chemik (NC 1915)
- Adolf Otto Reinhold Windaus (1876–1959), německý chemik (NC 1928)
- Gregory Winter (* 1951), britský biochemik (NC 2018)
- Georg Wittig (1897–1987), německý chemik (NC 1979)
- Friedrich Woehler (1800–1882), německý chemik
- William Hyde Wollaston (1766–1828), britský chemik
- Robert Burns Woodward (1917–1979), americký chemik (NC 1965)
- Kurt Wüthrich (* 1938), švýcarský chemik (NC 2002)
- Charles Adolphe Wurtz (1817–1884), francouzský chemik

## Z
- Rudolf Zahradník (1928–2020), český fyzikální chemik, v letech 1993–2001 předseda Akademie věd ČR
- Nikolaj Dmitrijevič Zelinskij (1861–1953), ruský chemik
- Ahmed Zewail (1946–2016), egyptský chemik (NC 1999)
- Karl Ziegler (1898–1973), německý chemik (NC 1963)
- Nikolaj Nikolajevič Zinin (1812–1880), ruský chemik
- Józef Ziółkowski (1934–2008), polský chemik
- Richard Adolf Zsigmondy (1865–1929), rakouský chemik (NC 1925)

## Ž
- Anatolij Markovič Žabotinskij (1938–2008), ruský chemik
- Ludvik Žagar (1910–1981), slovinský chemik